# EC 1.1.4
La EC 1.1.4 è una sotto-sottoclasse della classificazione EC relativa agli enzimi. Si tratta di una sottoclasse delle ossidoreduttasi che include enzimi che agiscono su donatori di tipo CH-OH (alcoli) utilizzando un disolfuro come accettore.

## Enzimi appartenenti alla sotto-sottoclasse
| numero EC  | nome accettato                                               |
| ---------- | ------------------------------------------------------------ |
| EC 1.1.4.1 | vitamina-K-epossido reduttasi (sensibile alla warfarina)     |
| EC 1.1.4.2 | vitamina-K-epossido reduttasi (non sensibile alla warfarina) |